# Sharon Bolton
Sharon J. Bolton (* 27. Mai 1960 in Lancashire, England) ist eine britische Krimi- und Thrillerautorin. 

## Leben
Sharon Bolton absolvierte eine Schauspielausbildung und studierte Theaterwissenschaft. Danach erwarb sie an der University of Warwick einen Master of Business Administration. Ihr erster Roman erschien 2008; ihre Bücher wurden in viele Sprachen übersetzt und für zahlreiche Preise nominiert, ihr zweiter Roman Awakening mit dem Mary Higgins Clark Award 2010 ausgezeichnet.
Sharon Bolton lebt mit ihrem Mann Andrew und ihrem Sohn in einem Dorf in den Chiltern Hills bei Oxford.

## Werke

### Lacey-Flint-Reihe
Die Londoner Polizistin Lacey Flint ist die Hauptperson in mehreren von Boltons Werken:
- Now You See Me. 2011
  - Dunkle Gebete. Manhattan, München 2012, ISBN 978-3-442-54679-4 (dt. von Marie-Luise Bezzenberger).
- Dead Scared. 2012
  - Dead End. Manhattan, München 2013, ISBN 978-3-442-54715-9 (dt. von Marie-Luise Bezzenberger).
- If Snow Hadn’t Fallen. (Erzählung), 2012
  - Unschuldig wie der Schnee. Manhattan, München 2014, ISBN 978-3-641-12009-2 (dt. von Marie-Luise Bezzenberger).
- Like This, For Ever. 2013 [US-Titel: Lost]
  - Ihr Blut so rein. Manhattan, München 2014, ISBN 978-3-442-54716-6 (dt. von Marie-Luise Bezzenberger).
- A Dark and Twisted Tide. 2014
  - Schwarze Strömung. Manhattan, München 2015, ISBN 978-3-442-54755-5 (dt. von Marie-Luise Bezzenberger).
- Here Be Dragons. (Erzählung), 2016
  - Das Auge des Flusses. Goldmann Verlag, München 2017, ISBN 978-3-641-19629-5 (dt. von Marie-Luise Bezzenberger).
- The Dark. 2022
  - Das Dunkle in dir. Goldmann Verlag, München 2023, ISBN 978-3-442-49408-8 (dt. von Marie-Luise Bezzenberger).

### Craftsman-Reihe
- The Craftsman, 2018
  - Der Schatten des Bösen. Goldmann Verlag, München 2019, ISBN 978-3-442-48873-5 (dt. von Marie-Luise Bezzenberger).
- Alive. (Erzählung), 2018
  - Der Meister des Todes. Goldmann Verlag, München 2019, ISBN 978-3-641-24247-3 (dt. von Marie-Luise Bezzenberger).
- The Poisoner, 2020
  - Das Gift des Bösen. Goldmann Verlag, München 2020, ISBN 978-3-442-48874-2 (dt. von Marie-Luise Bezzenberger).

### Andere
- Sacrifice, 2008
  - Todesopfer. Manhattan, München 2008, ISBN 978-3-442-54635-0 (dt. von Marie-Luise Bezzenberger).
- Awakening, 2009
  - Schlangenhaus. Manhattan, München 2009, ISBN 978-3-442-54634-3 (dt. von Marie-Luise Bezzenberger).
- Blood Harvest, 2010
  - Bluternte. Manhattan, München 2011, ISBN 978-3-442-54676-3 (dt. von Marie-Luise Bezzenberger).
- Little Black Lies, 2015
  - Böse Lügen. Manhattan, München 2015, ISBN 978-3-442-54765-4 (dt. von Marie-Luise Bezzenberger).
- Daisy in Chains, 2016
  - Er liebt sie nicht. Manhattan, München 2016, ISBN 978-3-641-17498-9 (dt. von Marie-Luise Bezzenberger).
- Dead Woman Walking, 2017
  - Im Visier des Mörders. Goldmann Verlag, München 2018, ISBN 978-3-641-22154-6 (dt. von Marie-Luise Bezzenberger).
- The Split, 2020
  - Dein kaltes Herz. Goldmann Verlag, München 2020, ISBN 978-3-442-49056-1 (dt. von Marie-Luise Bezzenberger).
- The Pact, 2021
  - Beste Freunde. Goldmann Verlag, München 2022, ISBN 978-3-442-49273-2 (dt. von Marie-Luise Bezzenberger).
- The Fake Wife, 2023
  - Winternacht. Goldmann Verlag, München 2025, ISBN 978-3-442-49544-3 (dt. von Marie-Luise Bezzenberger).